# Männiku (Saku)
Männiku est un village de la commune de Saku du comté de Harju en Estonie.

## Géographie
Männiku est bordé par le quartier Männiku de Tallinn au nord, les bourgs de Kangru et Luige à l'est, le village de Saustinõmme au sud-est, le village de Kajamaa au sud, le bourg de Saku au sud-ouest et les villages de Tänassilmä et Tammemäe à l'ouest.
Le territoire du village abrite les lacs Männiku järv, Männiku Väikejärv, Rätsepa järv et Raku järv.
Männiku abrite les carrières de sable de Männiku, un stand de tir de chasse, une piste de motocross et la gare de Männiku.
Au 31 décembre 2011, il compte 504 habitants.

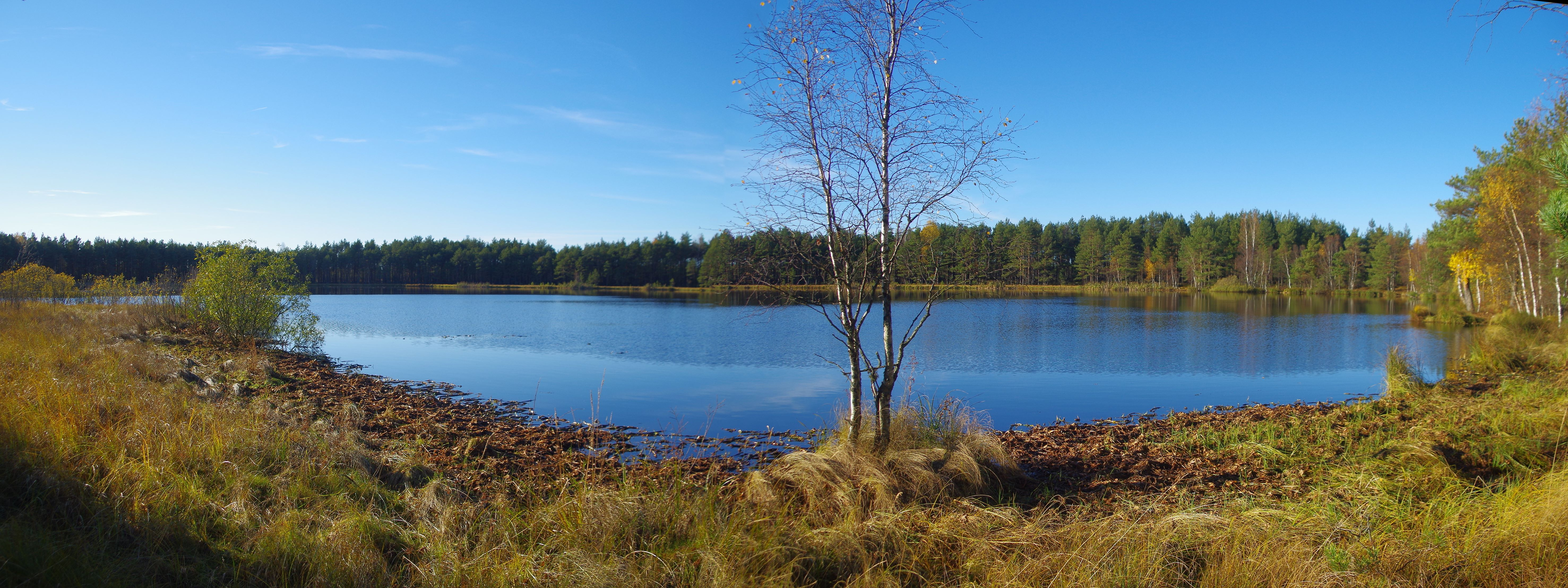
Rätsepa järv.